# Мангешкар, Лата
Лата Мангешкар (англ. Lata Mangeshkar, маратхи लता मंगेशकर; 28 сентября 1929, Индаур — 6 февраля 2022, Мумбаи) — индийская певица, кинокомпозитор, кинопродюсер и актриса
, одна из самых известных и уважаемых закадровых исполнительниц в Индии. Лата — вторая индийская певица, получившая Бхарат Ратна — самую высокую гражданскую награду в Индии. У Латы есть три младшие сестры (также певицы и закадровые вокалистки) — Аша Бхосле, Уша Мангешкар, Мина Мангешкар — и брат Хридайнатх Мангешкар. Во всем мире Лата Мангешкар известна как «Соловей» индийского кино.

## Биография
Лата родилась 28 сентября 1929 года в семье театрального деятеля Мастера Динанантха и его жены Шеванти в городе Индаур. Её дедушка по отцу Ганеш Бхатт был индуистским священником в Гоа.
При рождении она получила имя «Хема», но затем родители переименовали её в «Лату», в честь Латики, героини пьесы «BhaawBandhan». Лата — старший ребёнок в семье, её сестры Мина, Аша, Уша и брат Хридайнатх впоследствии также стали музыкантами.
Первые уроки пения она получила от отца и в пять лет начала работать как актриса в его постановках.

### Вокальная карьера
Карьера Латы началась в 1942 году и продолжалась более семи десятилетий.
В 1945 году она переехала в Бомбей, где начала посещать уроки классической индийской музыки у Устада Амана Али Хана.
Лата говорила, что сначала хотела имитировать пение прославленной в те времена певицы Нур Джехан, но позже создала свой стиль пения.
Первый узнаваемым хитом в её карьере стала «Aayega Aanewaala» из фильма Mahal, спетая за персонажа актрисы Мадхубалы, для которой этот фильм стал дебютом.
Впоследствии Лата записала песни для более чем тысячи болливудских фильмов на более чем тридцати шести региональных языках Индии и иностранных языках, но больше всего на хинди. Её голосом поют множество героинь индийского кино, включая молодых женщин (например, Марджину из советско-индийских «Приключениях Али-Бабы и сорока разбойников» в исполнении Хемы Малини) и даже маленьких девочек (например, персонажей девятилетней Сонии Сингх в фильме Do Kaliyaan).
Мангешкар попала в «Книгу Рекордов Гиннеса» (с 1974—1991 гг.) за «Наибольшее количество записей». Согласно записи в КРГ 1974 года, за 1948—1974 годы она сделала не менее 25 тысяч записей соло, дуэтов и бэк-вокала песен на двадцати индийских языках (согласно изданию 1987 года — уже 30 тысяч записей). Это вызвало критику ряда источников, считавших, что число песен намного преувеличено, включая её коллегу Мохаммеда Рафи, написавшего в 1977 году в администрацию Книги Рекордов: «В таком случае, я сделал 28 тысяч записей».
Позднее поклонники певицы пересчитали количество её записей по конкретным наименованиям, получив общее текущее их число до 6,5 тысяч, при их количестве к дате смерти Рафи (около 5 тысяч) действительно чуть меньше, чем у него. В настоящее время в качестве рекордсмена Книги Гиннесса по наибольшему количеству вокальных записей числится младшая сестра Латы, Аша Бхосле, с приблизительно 11 тысячами песен на момент регистрации рекорда.
Лата умерла 6 февраля 2022 в городе Мумбаи

## Личная жизнь
Лата никогда не была замужем и не имела детей.

## Частичная фильмография
Помимо вокальной карьеры, Лата Мангешкар снималась в кино в качестве актрисы, писала музыку для кинофильмов, продюсировала кинофильмы. Вот только неполный перечень её работ:

### Актриса
1. 1942 — Pahili Mangalagaur (на языке маратхи)
2. 1943 — Chimukla Sansaar (маратхи)
3. 1943 — Maajhe Baal (маратхи)
4. 1944 — Gajabhau (маратхи)
5. 1945 — Badi Maa (хинди)
6. 1946 — Jeevan Yaatra
7. 1946 — Subhadra
8. 1948 — Mandir
9. 1952 — Chattrapati Shivaji (хинди-маратхи) (гость в одной песне)
10. 2000 — Pukar (гость в песне «Ek Tu Hi Bharosa»)

### Композитор
1. 1955 — Ram Ram Pavhane
2. 1963 — Maratha Tituka Melvava (маратхи) (под псевдонимом «Anand Ghan»)
3. 1963 — Mohityanchi Manjula (маратхи) (под псевдонимом «Anand Ghan»)
4. 1965 — Sadhi Manase (маратхи) (под псевдонимом «Anand Ghan») (награда «Лучший музыкальный директор» от правительства штата Махараштра, награда «Лучшая песня» за песню «Airanichya deva tula»)
5. 1969 — Tambadi Mati (маратхи) (под псевдонимом «Anand Ghan»)

### Продюсер
1. 1953 — Vaadal (маратхи)
2. 1953 — Jhaanjhar (хинди) (сопродюсер с C. Ramchandra)
3. 1955 — Kanchan (хинди)
4. 1990 — Lekin (хинди)